# Jason Woods
Jason Woods ist ein US-amerikanischer Schauspieler.

## Leben
Woods debütierte 2011 in der Fernsehserie Danger Jane und in dem Spielfilm In Time – Deine Zeit läuft ab als Schauspieler. Von 2013 bis 2014 spielte er in insgesamt neun Episoden der Fernsehserie Odd Kidds Out mit. Zuvor sammelte er weitere Erfahrung mit dem Schauspiel in Kurzfilmen. 2014 wirkte der 1,91 Meter große Woods in der Pilotfolge der Fernsehserie TAG: The Series mit, die Serie wurde allerdings nie realisiert. Er wirkte in B-Movies wie San Andreas Quake – Los Angeles am Abgrund mit und hatte Episodenrollen in namhaften Fernsehserien wie Navy CIS: New Orleans, 9-1-1 oder Navy CIS.

## Filmografie
- 2011: Danger Jane (Fernsehserie)
- 2011: In Time – Deine Zeit läuft ab (In Time)
- 2012: Diamond Life (Fernsehserie)
- 2012: Palms (Kurzfilm)
- 2013: Tao of Simon (Kurzfilm)
- 2013–2014: Odd Kidds Out (Fernsehserie, 9 Episoden)
- 2014: TAG: The Series (Fernsehserie, Pilotfolge)
- 2014: Dogs in the Distance (Kurzfilm)
- 2015: San Andreas Quake – Los Angeles am Abgrund (San Andreas Quake)
- 2015: Last Life (Fernsehserie, Episode 1x05)
- 2015: Midland (Kurzfilm)
- 2015: Aguruphobia
- 2016: Jane the Virgin (Fernsehserie, Episode 2x09)
- 2016: Kung-Fu Naked Robot: DIY Guide to Valentine's Day Revenge (Kurzfilm)
- 2016: Navy CIS: New Orleans (NCIS: New Orleans, Fernsehserie, Episode 3x03)
- 2016: Sweet/Vicious (Fernsehserie, Episode 1x02)
- 2016: 5150
- 2017: Switched at Birth (Fernsehserie, Episode 5x05)
- 2017: The Juice Bar (Kurzfilm)
- 2017: The Loonies (Fernsehserie, Episode 1x05)
- 2017: Foursome (Fernsehserie, Episode 3x10)
- 2017: Blake's World (Fernsehfilm)
- 2017: Black Lightning: Tobias's Revenge (Kurzfilm)
- 2018: Emergency (Kurzfilm)
- 2018: 9-1-1 (Fernsehserie, Episode 1x04)
- 2018: If You Only Knew (Kurzfilm)
- 2018: I'm Dying Up Here (Fernsehserie, Episode 2x06)
- 2018: Thriller
- 2019: Proven Innocent (Fernsehserie, Episode 1x03)
- 2019: Dating Now (Fernsehserie, Episode 1x07)
- 2019: Vault
- 2019: Navy CIS (NCIS, Fernsehserie, Episode 17x05)
- 2019: Apparition
- 2020: 68 Whiskey (Fernsehserie, Episode 1x04)